# Estación La Gloria
La Gloria es una estación ferroviaria del Ferrocarril Domingo Faustino Sarmiento de la red ferroviaria argentina, en el ramal que une las estaciones de Once y Toay. Se ubica en la localidad de La Gloria, departamento Catriló, Provincia de La Pampa, Argentina.

## Servicios
Sus vías están concesionadas a la empresa de cargas Ferroexpreso Pampeano.
Desde agosto de 2015 no se prestan servicios de pasajeros.